# Wawy-B
 (janvier 2025).
Wawy-B de son vrai nom Thapatong Charité, est une artiste musicienne tchadienne née le 6 mars 2004 à N'Djaména.

## Biographie

### Enfance et début
Wawy-B commence sa carrière en tant que rappeuse, elle explore divers styles musicaux. Elle débute en 2018 dans un groupe de rap dénommé C.D.R. En décembre 2020, Wawy – B lancé sa carrière solo.

### Carrière
Wawy-B organise son premier concert à la maison de la culture Baba Moustapha le 11 décembre 2021, par la suite elle est programmée en apéro – concert à l’Institut Français du Tchad le 4 mars 2022. Wawy-B participe a plusieurs événements comme la cérémonie de 50 ans de la BEAC, le concert d’Afrotronix. Elle fait l’avant scène des artistes étrangers comme Fanicko et le rappeur français PIHPOH.
En 2024 elle sort un album de 19 titres avec une présentation a l'institut français du Tchad

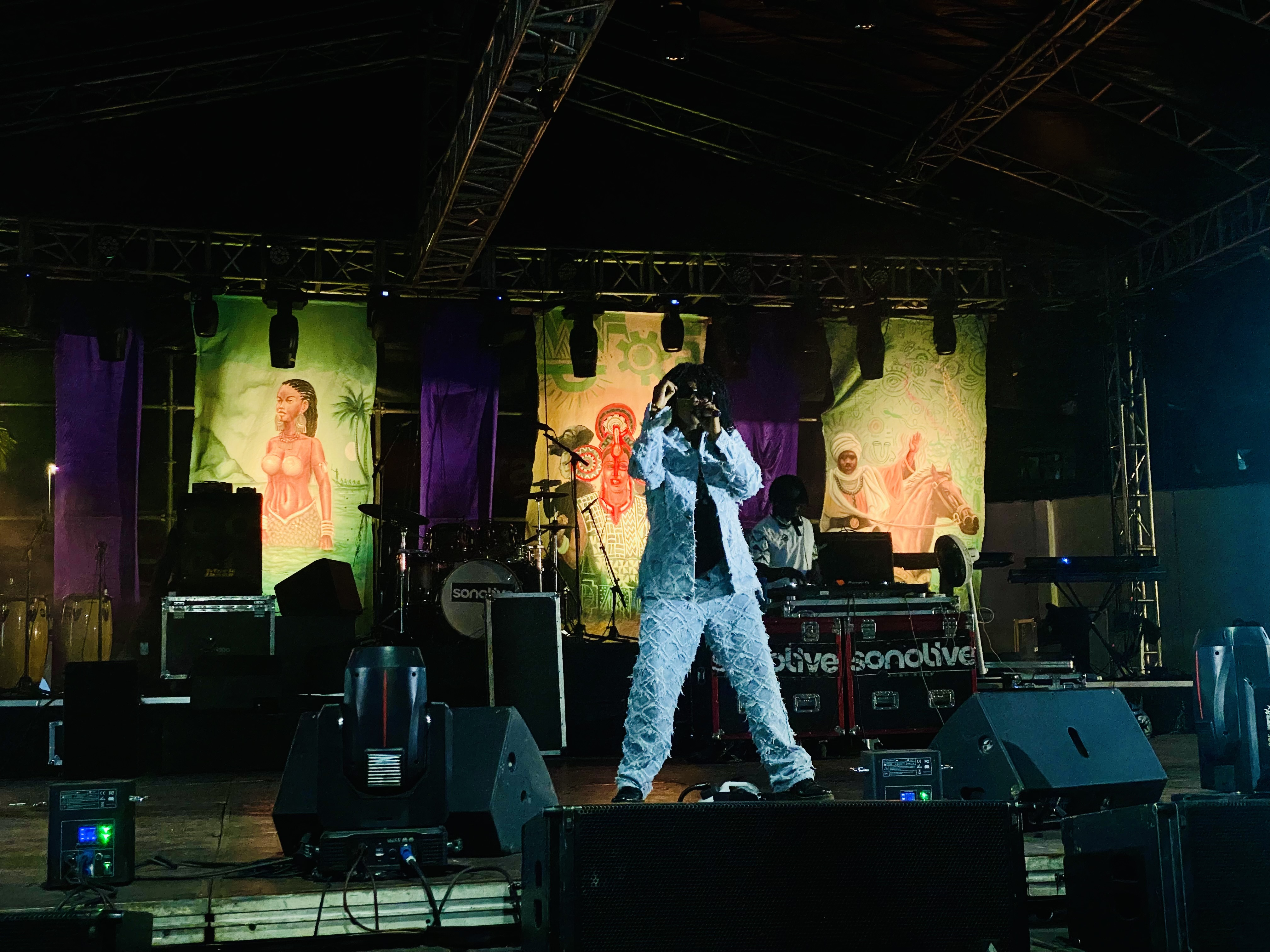

## Discographie

### Singles
- On doit le faire[3]

### Album
- Transition

## Prix et récompenses
- En 2021 elle remporte son premier prix au festival Tchad Inda Talent
- En 2023 Wawy-B remporte le prix Hip-Hop N’djamVi[4]